# Texas Battle
Texas Quency Battle (Houston, 9 augustus 1980) is een Amerikaanse film- en televisieacteur. Hij is onder andere bekend voor zijn rol als Marcus Forrester in de soap The Bold and the Beautiful.
Battle werd geboren in Houston, Texas en studeerde aan de Universiteit van Texas in Austin, waar hij een specialisatie in kinesiologie behaalde. Na zijn afstuderen werkte hij als vervangende leraar. Vervolgens verhuisde hij naar Los Angeles om zijn droom om een acteur te worden na te streven.

## Prijzen en nominaties

### NAACP Image Award
| Jaar | Titel                      | Categorie                                                         | Uitslag     |
| ---- | -------------------------- | ----------------------------------------------------------------- | ----------- |
| 2009 | The Bold and the Beautiful | NAACP Image Award for Outstanding Actor in a Daytime Drama Series | Genomineerd |
| 2010 | The Bold and the Beautiful | NAACP Image Award for Outstanding Actor in a Daytime Drama Series | Genomineerd |
| 2012 | The Bold and the Beautiful | NAACP Image Award for Outstanding Actor in a Daytime Drama Series | Genomineerd |